# Aname mainae
Aname mainae is een spinnensoort uit de familie Anamidae.
Aname mainae werd in 2000 beschreven door Raven.